# Semljicola thaleri
Semljicola thaleri är en spindelart som först beskrevs av Kirill Yeskov 1981.  Semljicola thaleri ingår i släktet Semljicola och familjen täckvävarspindlar. Inga underarter finns listade i Catalogue of Life.